# Siège de la Banque du Canada
Le siège de la Banque du Canada est le siège social de la Banque du Canada, situé au 234, rue Wellington, à Ottawa, Ontario. Il s'agit d'un complexe de quatre immeubles, l’immeuble néoclassique original avec deux tours de verre indépendantes reliées par un atrium de douze étages.

## Immeuble de 1938
La structure originale est construite entre 1937 et 1938 comme siège de la banque, qui était auparavant située dans l'édifice Victoria à l'est sur la rue Wellington. Conçue par l'architecte Sumner Godfrey Davenport (en) de Montréal et achevée par la firme torontoise Marani, Lawson et Morris, il est construit en granit gris du Québec dans le style néoclassique tardif, qui était à l'époque un style très populaire dans les banques. Les grandes portes d'entrée en bronze sont conçues par Ulysses Ricci (en) de New York et décorées de fac-similés de pièces de monnaie grecques du British Museum. Les sculptures décorant la façade avant sont conçues par la sculptrice anglo-canadienne Jacobine Jones (en) et représentent les sept principales industries du Canada à l'époque : la pêche, l'électricité, les mines, l'agriculture, la foresterie, la fabrication et la construction. La première pierre a été posée par le premier ministre Mackenzie King et le premier gouverneur de la Banque, Graham Towers. Le bâtiment d'origine gagne de nombreux prix d'architecture, dont la médaille d'or de l’Ordre des architectes de l’Ontario (en),.

## Annexe de 1979
De 1972 à 1979, il est entouré des structures de verre modernistes conçue par la société Marani Morris & Allan en association avec Arthur Erickson,. Le complexe contient une cour-jardin intérieure.
En 2000, il est désigné par l'Institut royal d'architecture du Canada comme l'un des 500 meilleurs bâtiments construits au Canada au cours du dernier millénaire.
Depuis décembre 1980, l'édifice abrite le musée de la Banque du Canada.

## Rénovations de 2013 à 2016

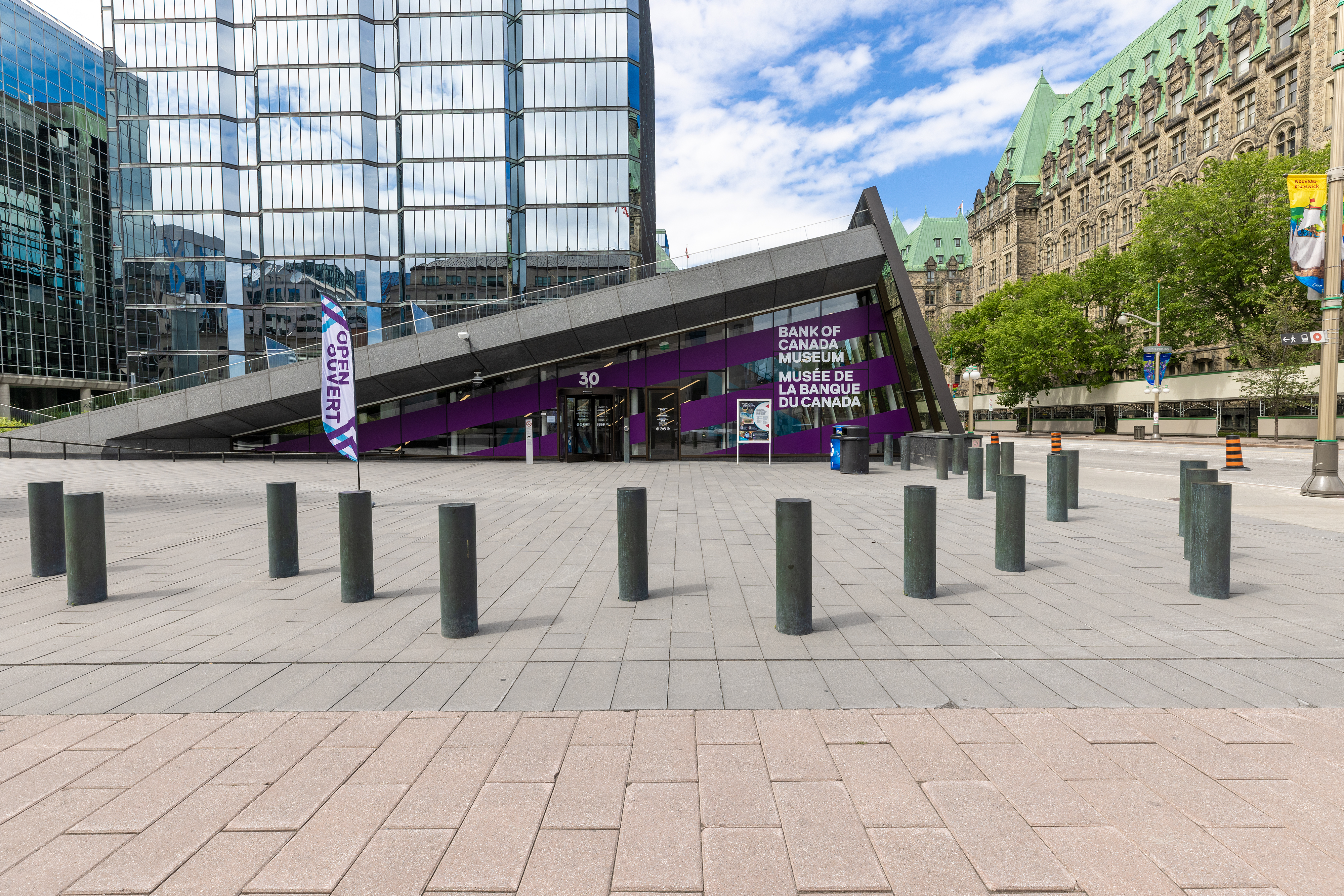
L'entrée du musée

En 2016, d'importantes rénovations sont achevées au coût de 460 millions de dollars. Des affrontements publics ont eu lieu avec des experts du patrimoine sur des éléments clés du projet, notamment le sort d'une cour-jardin intérieure, qui est préservée. L'ajout de grandes flèches et de pyramides de terre et de verre sur une place le long du côté est du complexe a également suscité une certaine controverse.

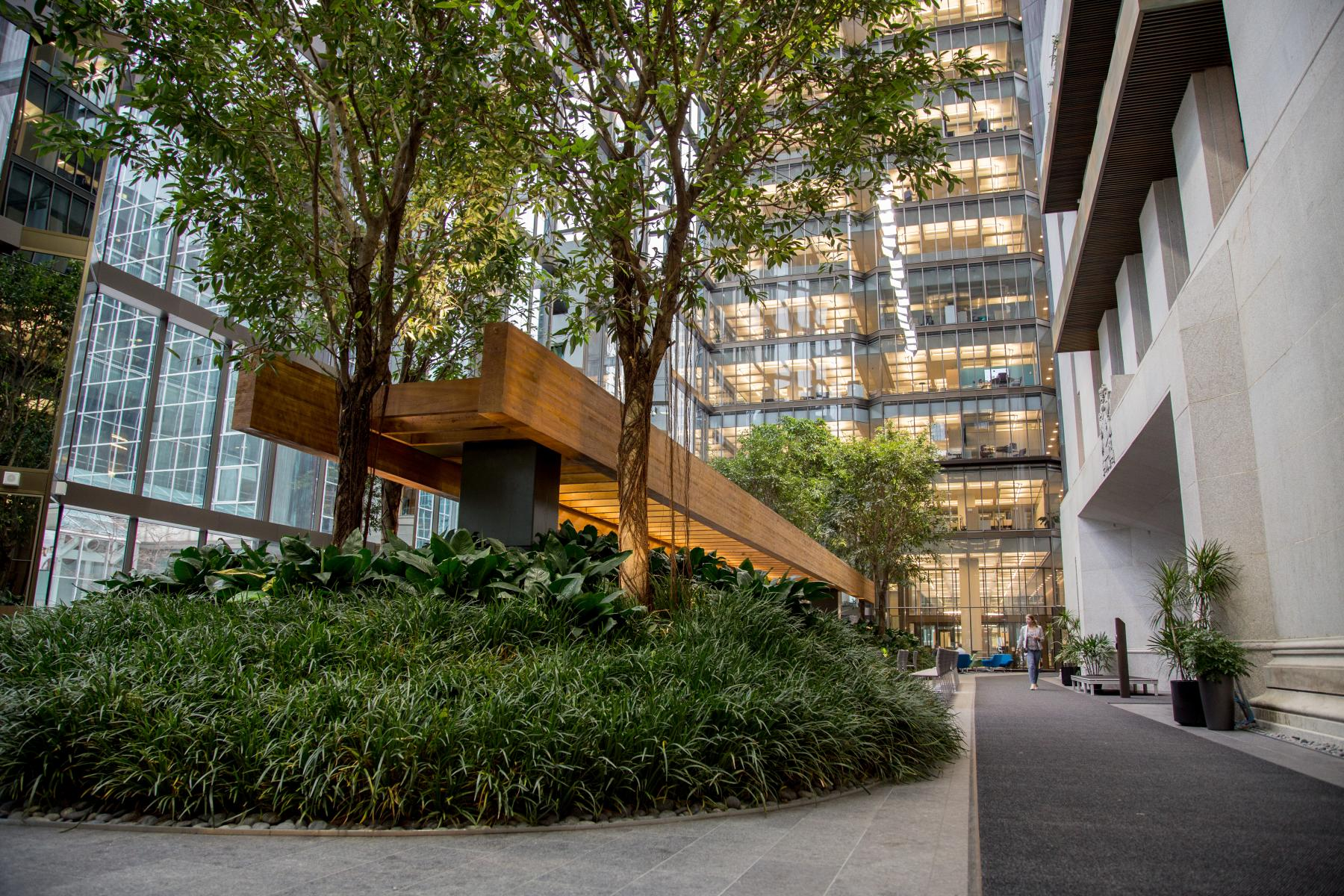
Atrium en 2017.

La refonte met fin aux piscines décoratives dans la cour, ainsi que la politique des portes ouvertes. Pour des raisons de sécurité, l'accès du public est maintenant limité au musée, qui est déplacé sous terre. Le vaste atrium est maintenant ouvert uniquement aux employés.

## Art
Les œuvres d'art de la Banque du Canada comprennent Flight, une sculpture de Sorel Etrog située à Wellington et rue Bank, initialement installé au pavillon du Canada à l'Expo 67 à Montréal.